# Католическое (польское) кладбище в Перми
Католическое (польское) кладбище в Перми — памятник истории и культуры народов Российской Федерации регионального значения, расположенный по адресу: Пермский край, город Пермь, ул. Тихая, 23, Егошихинское кладбище. Номер объекта в Росреестре — 591620582600015.

## История
Основная территория Егошихинского кладбища условно состоит из нескольких участков
«Старое православное кладбище», 
«Новое православное кладбище», 
«Мусульманское кладбище», 
«Иудейское кладбище», 
«Католическое кладбище».
Не имеет четкой планировочной структуры, изначально не ограниченная застройкой, с постепенно сформировавшимися участками захоронений, разделенных оградами, тропинками, с центральной аллеей, трассированной по дуге с северо-запада от въезда на кладбище со стороны ул. 2-я Луначарского на юг к ул. Тихой.
Католическое кладбище было создано не ранее середины XIX века и не позднее первой половины XX в. Связано это было с тем, что Пермь являлась местом ссылки для участников польских национально-освободительных восстаний XIX в. 
Одной из самых старших захоронений на Католическом участке Егошихинского кладбища является могила 1871 года — первого настоятеля католического Прихода в Перми отца Антония Шостаковского (1840—1871). Самым молодое захоронение датируется 1948 годом.
```
На территории католического кладбища есть уникальный памятник истории регионального значения «Могила поляков, умерших в ссылке за участие в 
Январском восстании (1863—1864)
».
```

## Правовой статус
Основанием для постановки на охрану является Распоряжение Губернатора Пермской области «О государственном учёте недвижимых памятников истории и культуры Пермского края регионального значения» № 713-р от 05.12.2000

## Памятник истории «Могила поляков, умерших в ссылке за участие в восстании 1863—1864 гг.»

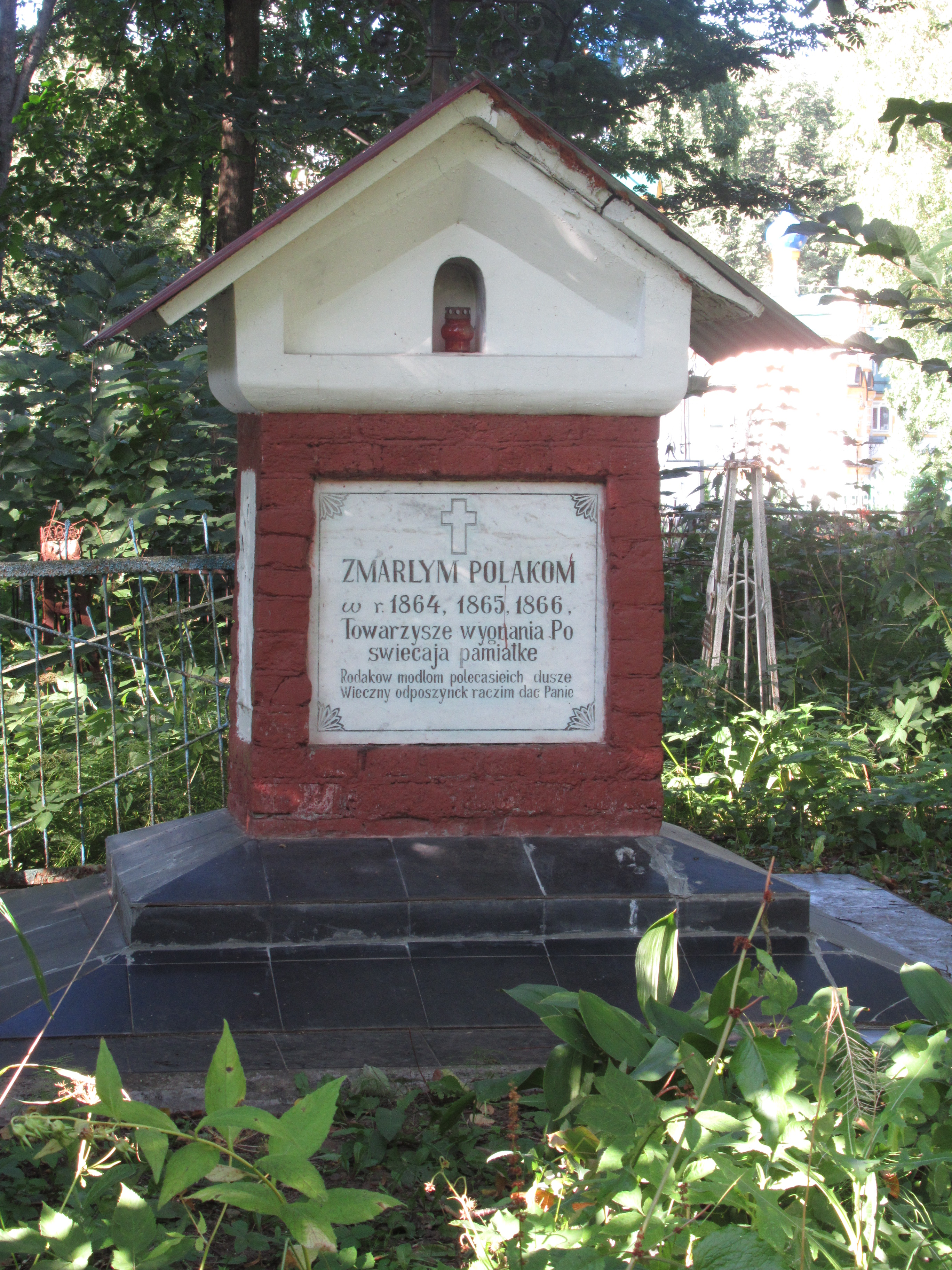
Памятник погибшим полякам

На территории Католического (польского) кладбища располагается памятник истории регионального значения «Могила поляков, умерших в ссылке за участие в восстании 1863—1864 гг.» Адрес Памятника — Пермский край, городской округ г. Пермь, г. Пермь, ул. Тихая, 23, Егошихинское (польское) кладбище. Дата создания — 1860-е гг.
Номер объекта в Росреестре 591510302550005. Основанием для постановки на учёт является Распоряжение губернатора Пермской области «О государственном учёте недвижимых памятников истории и культуры Пермского края регионального значения»№ 713-р от 05.12.2000
Предметом охраны Памятника является:
1. Градостроительная охрана:
1.1 Участок польских (католических) захоронений, расположенный между Успенской и Всехсвятской церквями на старом Егошихинском кладбище (на схеме под № 21).
2. Архитектурная охрана:
2.1 Памятный знак в центре участка, выполненный из кирпича в виде кенотафа на постаменте под двускатной крышей. На западной и восточной гранях кенотафа помещены мраморные таблички с текстом на русском и польском языках.
На русском языке, с восточной стороны: «Здесь погребены тела усопших поляковъ. Сей памятник пожертвованъ соотечественниками ихъ, бывшими въ изгнании, для незабвенной памяти».
На польском языке, с западной стороны: «Zmarłym Polakom w r. 1864, 1865, 1866. Towarzysze wygnania pośwęcają pamiątkę. Rodaków modłom poleca się ich dusze. Wieczny odpoczynek racz im dać Panie.» - "Умершим полякам в 1864, 1865, 1866 гг. товарищи по ссылке посвящают памятник. Молитвам земляков передаются их души. Вечный покой даруй усопшим, Господи". 
3. Мемориальная охрана:
3.1 Памятник связан с национально-освободительной борьбой польского народа в 1863—1864 гг. и последующим пребыванием поляков в Перми. 
Описание границ охраны: Территория объекта культурного регионального значения — памятника «Могила поляков, умерших в ссылке за участие в восстании 1863—1864 гг.» устанавливается в границах земельного участка 4×4 м (позиция 21 на прилагаемой схеме).

## Персоналии, похороненные на Католическом кладбище Перми
- Воропай, Игнатий Михайлович (zm. 1908) — губернский землемер, член Пермского статистического комитета, синдик католического Прихода в Перми, изучал историю пермского края, выступал с докладами в музее и Уральском обществе любителей естествознания; одна из тем его научных изысканий: «Истребление рыбы в Каме»
- Маньковский Бронислав (Bronisław Mańkowski) (zm. 1895)
- Маньковский Станислав (Stanisław Mańkowski) (zm. 1878)
- Окинчиц, Людвиг Фаддеевич (Ludwik Zygmunt Okińczyc herbu Aksak) (02.05.1835—1909) — губернский врач, член Пермского статистического комитета, отец выдающегося советского акушера-гинеколога, профессора Окинчица Людвига Людвиговича.
- Окинчиц, Владислав Фаддеевич (Władysław Wiktor Okińczyc herbu Aksak) (01.10.1829 — 31.09.1891) — врач.
- Пиотровский, Юзеф Юлианович (1840—1923) — просветитель, владелец первого в Перми книжного магазина.
- Ходаковский, Степан Александрович (Stefan Chodakowski h. Dołęga) (1847—12.07.1909) — губернский механик, инженер-технолог.
- Шеткевич Казимир Яковлевич (1827—1896) — действительный статский советник, гласный уездного Земского собрания, председатель Пермской Дворянской опеки, награждён орденом св. Анны 3 ст. и темно-бронзовою медалью на Андреевской ленте, синдик католической общины.
- Шостаковский Антоний (1840—1871) — доктор теологии, священник, первый настоятель пермского католического прихода в 1864—1871 годах.